# Dear OHMYGIRL
Dear OHMYGIRL은 대한민국의 걸 그룹 오마이걸의 8번째 미니 음반이다. 타이틀곡은 '던 던 댄스'(DUN DUN DANCE)이다.

## 수록곡
1. Dun Dun Dance
2. Dear you
3. 나의 인형
4. Quest
5. 초대장
6. Swan